# Chlorocypha wittei
Chlorocypha wittei är en trollsländeart som beskrevs av Fraser 1955. Chlorocypha wittei ingår i släktet Chlorocypha och familjen Chlorocyphidae. IUCN kategoriserar arten globalt som livskraftig. Inga underarter finns listade i Catalogue of Life.